# Calanchi di Bucchianico (Ripe dello Spagnolo)
Calanchi di Bucchianico (Ripe dello Spagnolo) este o arie protejată (arie specială de conservare — SAC, sit de importanță comunitară — SCI) din Italia întinsă pe o suprafață de 180 ha, integral pe uscat.

## Localizare
Centrul sitului Calanchi di Bucchianico (Ripe dello Spagnolo) este situat la coordonatele 42°19′02″N 14°09′19″E / 42.317193°N 14.155333°E.

## Înființare
Situl Calanchi di Bucchianico (Ripe dello Spagnolo) a fost declarat sit de importanță comunitară în mai 1995 pentru a proteja 4 specii de animale. Situl a fost protejat și ca arie specială de conservare în decembrie 2018.

## Biodiversitate
Situată în ecoregiunea continentală, aria protejată conține 2 habitate naturale: Pseudostepă cu ierburi și specii anuale de Thero-Brachypodietea, Pajiști uscate seminaturale și facies de acoperire cu tufișuri pe substraturi calcaroase (Festuco-Brometalia) (* situri importante pentru orhidee).
La baza desemnării sitului se află mai multe specii protejate:
- amfibieni (1): Triturus carnifex
- mamifere (1): lupul (Canis lupus)
- pești (2): Barbus plebejus, Rutilus rubilio

Pe lângă speciile protejate, pe teritoriul sitului au mai fost identificate 2 specii de plante, 1 specie de amfibieni, 1 specie de mamifere.